# Бреусовский сельский совет (Козельщинский район)
Бреусовский сельский совет (укр. Бреусівська сільська рада) — входит в состав Козельщинского района Полтавской области Украины.
Административный центр сельского совета находится в Бреусовка.

## Населённые пункты совета
- Бреусовка
- Винники
- Красноселье
- Новосёловка
- Александровка Вторая
- Хмарино
- Чечужино